# Songs from a Room
Songs from a Room är Leonard Cohens andra album, släppt 1969.
Sången "Story of Isaac", baserad på den bibliska berättelsen i vilken Gud beordrar Abraham att döda sin son Isak, har tolkats som en protestsång mot Vietnamkriget. "Seems So Long Ago, Nancy" handlar om en ung kvinna som begick självmord sedan hon tvingats adoptera bort sin son.
Albumet nådde 2:a plats på albumlistan i Storbritannien och 63:e plats i USA.

## Låtlista
1. "Bird on a Wire" – 3:26
2. "Story of Isaac" – 3:35
3. "A Bunch of Lonesome Heroes" – 3:12
4. "The Partisan" (Anna Marly, Hy Zaret) – 3:26
5. "Seems So Long Ago, Nancy" – 3:39
6. "The Old Revolution" – 4:46
7. "The Butcher" – 3:17
8. "You Know Who I Am" – 3:28
9. "Lady Midnight" – 2:56
10. "Tonight Will Be Fine" – 3:47

- Samtliga låtar skrivna av Leonard Cohen, om inte annat anges.